# حسن بن محمد طوسی
ابو علی حسن بن محمد طوسی (فرزند شیخ طوسی) و ملقب به مفید ثانی (۴۸۱–۵۲۰ ق)، از اعاظم فقهای عصر خود به‌شمار می‌رفت. این فقیه شیعی کتاب النهایه پدر خویش شیخ طوسی را شرح کرده‌است. او بعد از پدرش در نجف رئیس شیعه و مرجع علمای آنجا بود و بسیاری از علمای شیعه و سنی از محضر وی برخواستند. از اساتید او پدرش، شیخ محمّد بن حسن طوسی و شیخ سلاّر بن عبدالعزیز دیلمی بودند؛ و شیخ علی بن شهرآشوب مازندرانی از شاگردان وی بوده‌است.